# Kim (cantor)
Joaquim Cezar Motta (Rio de Janeiro, 3 de novembro de 1967), mais conhecido como Kim, é o vocalista da banda Catedral. Além de cantor, é também produtor musical, arranjador, letrista, psicólogo e poeta brasileiro, com um livro lançado em 2006 intitulado Sobre Muitas Coisas.

## Histórico
No terceiro ano como vocalista do Grupo Catedral as composições românticas de Kim eram muitas, o que acabou influenciando o lançamento de um disco solo com suas baladas, já que o Catedral é uma banda com um estilo mais incisivo voltado ao pop rock, a banda resolveu de comum acordo que o melhor seria Kim lançar-se no mercado romântico através da carreira solo, a qual começou oficialmente em 1990 com o lançamento de Além do Espelho. Já em 1996, Kim conseguiu seu primeiro disco de ouro com o álbum Coração Aberto[carece de fontes?]. Em meados de 1999/2000, a banda Catedral voltou-se para o mercado secular, assim, a carreira solo de Kim ficou em segundo plano, uma vez que a agenda de obrigações com a banda ocupava quase todo o seu tempo.
Depois de quase quatro anos dentro do mercado popular dando total prioridade a Banda Catedral e gravando três CDs pela Warner e um pela Record Music/Line Records sob o selo fonográfico New Music, de propriedade da última, Kim retomaria de vez a sua carreira solo no selo Record Music/Line Records lançando em 2004 o CD Simplesmente Kim, produzido por Carlos Trilha, um The Best Of com os seus maiores sucessos como "Por Amor", "O Dom de Amar", "O meu amor por você", "Da janela central", e que inclui também duas regravações internacionais - "Always on My Mind" em inglês e "Seamisai" em italiano e mais 2 músicas inéditas. Esse projeto deu a Kim mais um CD de ouro por mais de 50 mil cópias vendidas, tendo recebido o mesmo no programa Rio 50 Graus da apresentadora carioca Verônica Costa na TV Record Rio de Janeiro.
Em 2005, Kim lança O Meu Destino é você, um álbum com estilo próximo a MPB e com letras românticas. O álbum foi muito bem aceito pelo público e com uma ótima vendagem.
O CD Realidade, lançado em 2007, foi também bem aceito pelo público[carece de fontes?] e teve um período recorde de gravação: doze dias[carece de fontes?].
Em 2008, o cantor lança o álbum Simplesmente Romântico pela Warner Music. O repertório do disco conta com uma versão da música "Te Amo" (gravada em 1992).
Em 2009, Kim grava seu primeiro DVD solo e último trabalho pela gravadora New Music intitulado Com Toda Força do Amor pela gravadora, produzido juntamente com seu irmão Julio Cezar. O Álbum tem as participações de Guilherme Morgado, baterista da Banda Catedral, Karen e Kim Motta, filhos de Kim, do grupo Kades Singers, de Laís Yasmin -(na época, Yasmin Gontijo) e de Cidia e Dan na música Mais do Que Imaginei, sucesso do Catedral no mercado secular. O Álbum contém regravações de sua carreira solo e da banda Catedral.[carece de fontes?]
Em 2013, Kim e Catedral assinam contrato com a gravadora Sony Music Brasil.[carece de fontes?] Seu último álbum, intitulado Intimidade Sonora, foi lançado em Agosto do mesmo ano.
Kim tem em sua carreira além de "2 CDs de Ouro"[carece de fontes?] (Simplesmente Kim e Coração Aberto), mais de 600.000 CDs vendidos em 13 trabalhos gravados.

## Discografia
No Catedral
Como Cantor Solo
- 1990: Além do Espelho - Pioneira Evangélica
- 1993: Te Amo - Pioneira Evangélica
- 1996: Coração Aberto - MK Music
- 1998: Um Sentimento - MK Music
- 1999: Certas Canções - MK Music
- 2000: O Amor Eterno - MK Music
- 2004: Simplesmente Kim - Line Records
- 2006: O Meu Destino é Você - New Music
- 2007: Realidade - New Music
- 2007: Simplesmente Romântico - Warner Music
- 2009: Com Toda a Força do Amor - New Music
- 2011: Kim Acústico - Line Records
- 2013: Intimidade Sonora - Sony Music

Coletâneas
- 2008: O Melhor do Início - Line Records